# 비젠시
비젠시(일본어: 備前市)는 일본 오카야마현 남동부에 있는 시이다. 동부는 효고현과 접한다. 비젠 도자기, 내화벽돌과 어업 도시이다.
중심부는 가타카미 지구로 여기에 행정 중심이 있다. 상업의 중심이었지만 최근에는 간선도로변에 큰 주차장을 갖춘 인베 지구의 점포에 손님을 빼앗길 기미가 보인다. 또 인베 지구에는 비젠 도자기의 작가·도예점이 집중하고 있다.

## 지리
세토 내해와 접하고 해안선이 복잡해 세토나이카이 국립공원의 일부를 이룬다. 또 시의 중심지 가타카미 지구에 가타카미만이 들어와 있다. 남동부 히나세 지구에는 크고 작은 섬들이 점재한다. 전체적으로는 평탄한 장소가 적은 구릉지대를 이루며 북동부의 요시나가 지구는 해발 300~500m의 고원지대이다. 시 남서단은 오카야마 평야의 최동단에 해당하여 약간의 평야가 열려 있고 최서단에는 요시이강이 북쪽에서 남쪽으로 흐르고 있다.
철분을 포함한 양질의 점토가 산출되어 예로부터 도자기 제조가 번성했다. 또 미쓰이시 지구와 요시나가 지구에서는 납석 채굴도 번성한다.

## 인접하는 자치체
- 오카야마현
  - 오카야마시(히가시구)
  - 세토우치시
  - 아카이와시
  - 미마사카시
  - 와케군 와케정

- 효고현
  - 아코시
  - 아코군 가미고리정
  - 사요군 사요정

## 역사
- 1889년 6월 1일 - 시정촌제 시행으로 와케군 이베촌, 가타카미촌, 가가토촌, 이리촌, 가쿠자촌, 미쓰이시촌, 오쿠군 가쿠잔촌이 성립하였다.
- 1901년 2월 6일 - 가타카미촌이 정으로 승격해 가타카미정이 되었다.
- 1906년 3월 28일 - 미쓰이시촌이 정으로 승격해 미쓰이시정이 되었다.
- 1912년 4월 1일 - 이베촌이 정으로 승격해 이베정이 되었다.
- 1927년 10월 1일 - 가가토촌이 정으로 승격해 가가토정이 되었다.
- 1951년 4월 1일 - 가타카미정, 이베정이 합병해 비젠정이 되었다.
- 1951년 11월 3일 - 이리촌이 정으로 승격해 이리정이 되었다.
- 1955년 3월 31일 - 비젠정, 이리정, 가가토정, 와케군 가쿠잔촌, 오쿠군 가쿠잔촌이 합병해 비젠정이 성립하였다.
- 1971년 4월 1일 - 비젠정, 미쓰이시정이 합병해 비젠시가 성립하였다.
- 2005년 3월 22일 - 비젠시, 와케군 히나세정, 요시나가정이 합병해 새로운 비젠시가 성립하였다.

## 교통

### 철도
- 서일본 여객철도
  - 산요 본선
  - 아코선

### 도로
- 산요 자동차도
- 국도 제2호선
- 국도 제250호선 (일본)(일본어판)
- 국도 제374호선 (일본)(일본어판)
- 국도 제484호선 (일본)(일본어판)

## 인구
| 연도 | 인구   | ±%     |
| ---- | ------ | ------ |
| 1960 | 50,521 | —      |
| 1970 | 50,433 | −0.2%  |
| 1980 | 49,306 | −2.2%  |
| 1990 | 46,319 | −6.1%  |
| 2000 | 42,534 | −8.2%  |
| 2010 | 37,830 | −11.1% |